# 线尾燕

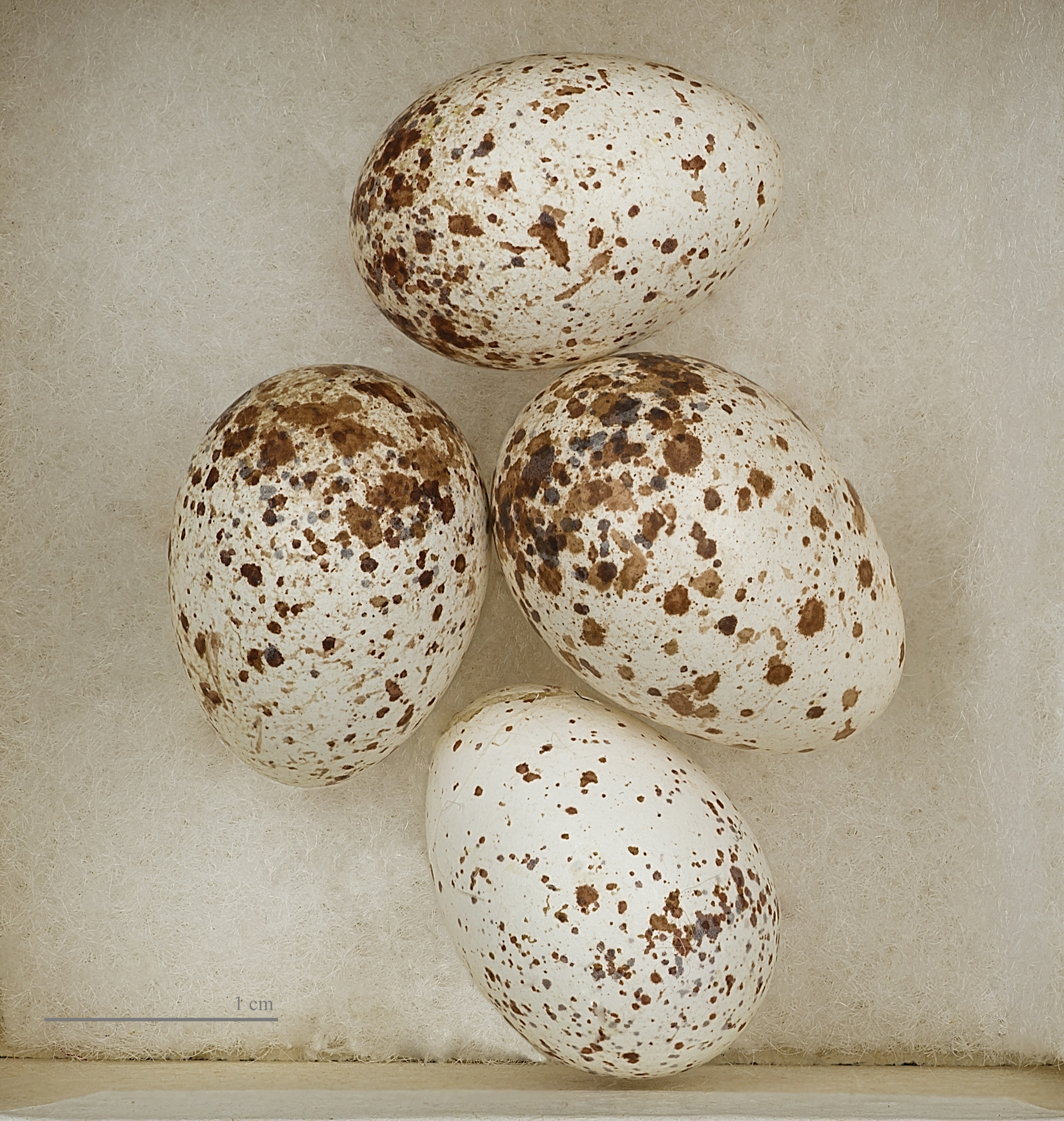
Hirundo smithii

线尾燕（学名：Hirundo smithii）是燕科中的一种小型鸟类，以昆虫为主食。主要分布在撒哈拉沙漠以南的非洲地区，亚洲南部的印度地区也有分布。一般来说线尾燕都是留鸟，但偶尔也会观察到印度和巴基斯坦的线尾燕南下过冬。

## 外观
线尾燕辨认起来并不困难，它的腹部接近纯白色，背部则为深紫色，头部的羽毛是栗色的。乍一看线尾燕似乎只有一个短短的尾巴，在近处观察才能发现它及其细长的突出尾羽，雄性的尾羽比雌性的还要更长一些。

## 习性
线尾燕属于一夫一妻制，它们通常将巢穴建筑在靠近河边的地方。巢穴由雄鸟和雌鸟共同建造，通常是以泥土混合上唾液与少量杂草构成的。